# 日本ファルコム
日本ファルコム株式会社（にほんファルコム、英: NIHON FALCOM CORPORATION）は、東京都立川市に本社を置き、ゲームソフトを開発・販売する日本の企業。
主な作品にドラゴンスレイヤーシリーズ、イースシリーズ、英雄伝説シリーズがある。

## 概要
1981年（昭和56年）3月9日に創業した。2001年（平成13年）にゲームソフトの企画、制作、開発および販売業務を分割し、現法人とする。2003年（平成15年）12月には東京証券取引所マザーズに上場した。創業者は加藤正幸。
創業者である加藤の経営理念によりゲーム業界では珍しく無借金経営を貫いており、創業以来黒字を達成している。それについて加藤は起業前に勤めていた日野自動車で同僚だった市川正和との会話で「企業の経営で一番難しいことは資金繰りだと言われたから」と述べている。
社名は『スター・ウォーズ』に登場した「ミレニアム・ファルコン号」からの着想で、「ファルコン」の語尾に当時コンピュータ開発関係の社名として称されることが多かった「com」を合成したもの。元は米Apple Computerの代理店であった。
日本のパソコンゲームの黎明期である8ビットパソコンの時代からのメーカーである。長らく非成人のパソコンゲームを中心に扱うメーカーであり、1980年代から2000年代中盤までの作品は、他社へのライセンス供給により家庭用ゲーム機に移植されていた。ライセンス提供作品の開発も原則として当社以外が担当することが多かったが、1987年に『ドラゴンスレイヤーIV ドラスレファミリー』のファミリーコンピュータ版（発売・販売元はナムコ）が初めての家庭用ゲーム機向け自社開発作品であり、1991年から1995年までセガ・エンタープライゼスとの合弁でセガ・ファルコムを設立し、メガドライブやメガCD用タイトルを同社からの発売（開発元：ファルコム・販売元：セガ）で展開した。1995年にサードパーティーとしてスーパーファミコンとPCエンジンにごく短期間参入し、それ以降は他社へのライセンス供給を中心とする戦略に出戻ったが、2000年代後半にPlayStation Portable（PSP）へ参入し、以降は家庭用ゲーム機向けが中心となっている。
ゲームミュージックにも注力しており、加藤が考えた“ファルコム音楽3原則”「一度聴いたら忘れられない、思わず口ずさんでしまうメロディ」「ここぞというところに、グッとくるサビ」「起承転結が感じられる構成」が楽曲作成のベースとなっている。1988年には自社のゲームミュージック作品専用レーベルとして「ファルコムレーベル」を発足させた。
ゲームを起動すると紫色・黄色・黄緑色・水色の四角形からFalcomのロゴに変化するムービーは、当時正社員であった新海誠のデザインである。

## 沿革

### 1980年代
1981年、日野自動車のシステムエンジニアであった加藤正幸がタイ駐在中に出会ったApple IIに衝撃を受け、脱サラ後の1981年3月にコンピューター導入時のアドバイザー企業として創業。同年7月より東京都立川市でアップルコンピュータの代理店コンピューターランド立川を開設する。
1982年に入り、PC向けソフトの制作・販売をはじめる。最初にリリースしたPCゲームソフトは、同年6月に発売された『ギャラクティック・ウォーズ1』であり、本作は以降多数のヒット作を手掛ける木屋善夫の処女作だった。当時、木屋はまだファルコムに入社しておらず、コンピューターランド立川に入り浸る常連客だったが、木屋は次第に自作のゲームソフトを持ち込むようになり、これを加藤がディスプレイやプリンターなどと物々交換することで引き取り、店頭販売していたというエピソードがある。当初のファルコムはシミュレーションゲームやシューティングゲーム・麻雀ゲーム・ゴルフゲーム・アドベンチャーゲーム・西洋占星術ソフト・ワープロソフトさらにはアダルトゲームも制作・販売しており、特定ジャンルへの注力はまだ見えず模索段階にあった。また、1983年（昭和58年）10月に発売された『バードランド』のような持ち込み企画も少なくなかった。
1983年11月、同社初にして唯一のアダルトゲームの『女子大生プライベート』を発売。同年12月には、木屋善夫が手掛けたファルコム初のコンピューターRPGである『ぱのらま島』をリリースした。まだコンピューターRPGがマイナーなゲームジャンルだった折に発売された『ぱのらま島』は国産コンピューターRPGの最初期の作の一つとして数えられる。
1984年3月、アドベンチャーゲーム『デーモンズリング』を発売。当時のPCアドベンチャーゲームは場面が切り替わるたびに線が描かれ、全ての線を書き終えてから色が塗られる「ライン＆ペイント」式が主流であり、グラフィックが描きあがるまで長い待ち時間を要したが、『デーモンズリング』は画期的なほど高速でのグラフィック描画を実現し、当時のファルコムの技術力の高さを見せた。『デーモンズリング』について、のちに加藤は「ファルコムが最初に注目された作」と述べている。また同年には木屋善夫がファルコムに入社しており、木屋が「趣味で半年で作った」というコンピュータRPG『ドラゴンスレイヤー』を発売。以降、木屋が指揮を執った作品はドラゴンスレイヤー（ドラスレ）シリーズとして展開される。
1985年10月、ドラスレシリーズの第2弾となるアクションRPG『ザナドゥ』を発売。『ザナドゥ』は40万本（1986年決算期での累計）を販売し、国内のPC用ゲームソフト最多の販売記録を保持する。同作の大ヒットにより、「ハイドライドシリーズ（T&E SOFT）の内藤時浩とドラスレシリーズの木屋善夫（西の内藤・東の木屋）」という構図で、木屋善夫は一躍スタープログラマーの名声を獲得し、これに伴いファルコムもPCゲーム業界での地位を確立した。
1986年10月、『ザナドゥ』の追加シナリオである『ザナドゥ・シナリオII』を発売。なお『ザナドゥ』や『ザナドゥ・シナリオII』を含む、当時のPCゲームは自力でのクリアが困難な難易度に設定されていることが多く、そのため攻略記事を載せたゲーム雑誌が次々参入し売上を伸ばした。また、ゲーム雑誌にはゲームのビジュアルが掲載されるため、PCゲームの宣伝効果にもなった。このようなPCゲームと雑誌との協力関係と言える構図にファルコムは一役買ったという見方もできる。同月に『ザナドゥ』に次ぐドラスレシリーズの3作目として『ロマンシア』とアドベンチャーゲームの『太陽の神殿』を発売した。『太陽の神殿』は国産PC用アドベンチャーゲームとして初の全編BGM付きを実現しており、この時期すでに音楽への力の入れようが見える作の一つであった。また同年、古代祐三がファルコムに入社しており阿部隆人と共に『ザナドゥ・シナリオII』と『ロマンシア』の音楽を担当した。
1987年6月、アクションRPG『イース』を発売。当時、PCでは高難度のゲームが多く、ファルコム自身の『ザナドゥ』『ロマンシア』『太陽の神殿』なども過酷な難しさで知られる中、『イース』は「今、RPGは優しさの時代へ」というキャッチコピーで誰もが楽しめる難易度のRPGとして売り出された。同年には当時社員だった都築和彦の手によって『ザナドゥ』を漫画化した『ザナドゥ ドラゴンスレイヤー伝説』の単行本が角川書店から刊行された。当時加藤はキャラクタービジネスに興味を示しており、その一環として商業化されたものが『ザナドゥ ドラゴンスレイヤー伝説』だった。さらに『ザナドゥ ドラゴンスレイヤー伝説』は、翌年にはOVA化されており、当時ファルコムがゲームから派生した関連グッズを販売するメディアミックス展開に乗り出すはしりがうかがえる。
1988年4月、『イース』の続編『イースII』を発売。なお『イースII』の音楽は古代祐三らが担当したが、古代にとってファルコムで手掛けた最後の作となり、その後退社している
。同年にはファルコムのゲームミュージックを専門に扱うファルコムレーベルがキングレコードに設立される。同年12月には、ファルコムレーベルから、8センチCD 6 枚組で、楽曲以外にもサラウンドシアターも含めた『ファルコムスペシャルBOX'89』が発売された。
1989年にはメディアミックス展開の一環としてサウンドチームFalcom Sound Team J.D.K.を結成し、アニメでは同年『イース』をOVA化した。さらに同年11月、代々木に自社製品のグッズ販売（ゲームソフト以外も含む）の直営店「ファルコムショップ」を開店した。

### 1990年代
1990年3月、イベント「ファルコム・フェスティバル'90」・「ミス・リリア・コンテスト」を開催。音楽分野では同年、J.D.K.BANDが結成された。一方、この年に発売した新作ゲームソフトは『ダイナソア』のみとなった。
1991年、セガとの合弁によりメガドライブ用ソフト開発会社セガ・ファルコムを設立。PC向けゲームとしては、同年3月にリアルタイム・シミュレーションゲームの『ロードモナーク』を発売、同年10月にはフルマウスオペレーションの『ブランディッシュ』を発売し、4作続くシリーズとなった。
なお『ロードモナーク』、『ブランディッシュ』のいずれも最初からPC-9800シリーズ向けに発売され、PC-8800シリーズを含む8ビットPC機種には移植されなかった。このことは80年代のファルコムの多くのゲームソフトで見られた「最初にPC-88向けに発売され、いずれPC-98を含む他機種に移植版が発売される。」というリリースのあり方から変化がうかがえる出来事であった。実際に以降90年代のファルコムは、Windows向け開発メインに移行するまでは、PC-9800シリーズ向けを主軸としたゲームソフト開発・販売に切り替わった。
1992年には『ドラゴンスレイヤー英雄伝説II』を発売し、同作をもってPC-8800シリーズ向けの新作リリースを終了。
1993年11月、原案ファルコム・開発および販売トンキンハウスでスーパーファミコン（SFC）向けにイース最新作『イースIV MASK OF THE SUN』を発売。同年12月には原案ファルコム・開発及び販売ハドソンで、PCエンジンCD-ROM2向け『イースIV The Dawn of Ys』が発売、イースシリーズ最新作が異なる2社による開発・販売で、内容も異なる2作が発売されるという珍しいケースとなった。
1994年2月、PCエンジンCD-ROM2向けに自社開発した『風の伝説ザナドゥ』が、日本電気ホームエレクトロニクスによる販売でリリース。なお、1993年内の『風の伝説ザナドゥ』開発完了後、その発売を待たずして長年ファルコムを支え続けた木屋善夫が退社している。同年3月にはPC-98用『英雄伝説III 白き魔女』を発売した。同年6月には『ぽっぷるメイル』（SFC版）を発売。
1995年4月、PC-98向けに『ザナドゥ』のリメイクである『リバイバルザナドゥ』を発売。本作は以降ファルコムが立て続けに過去作品のリメイク作を開発・販売する契機となった。同年6月にはPCエンジン向けに『風の伝説ザナドゥII』を、副題「The Last of Dragon Slayer」として発売し、本作をもってドラスレシリーズが完結した。『風の伝説ザナドゥII』は開発・販売ともにファルコム名義で初の家庭用での新作リリースとなった。家庭用ゲーム機への参入が遅れた理由について、当時の加藤社長はのちに「パソコンソフトのほうが家庭用ゲームより単純に儲かったから（利益額ではなく“利益率”が良かったから）」と述べている。同年、セガとの共同出資会社であったセガ・ファルコムも解散している。
1996年10月、ブランディッシュシリーズ4作目の『ブランディッシュVT』を発売。同作はファルコムから発売された最後のPC-98向け作品となった。同年12月には、リメイク作品『ロードモナークオリジナル』を発売、Microsoft Windowsに初参入した。同年、新海誠が正社員として入社。
1997年12月、シミュレーションRPG『ヴァンテージ・マスター』第1作を発売。同作はファルコム初のWindows向け新規タイトルであり、以降Windows向けのソフトウェア開発が本格化。
1998年4月、『イース』のリメイク作『イースエターナル』を発売。
1999年10月、韓国ソフトマックス社のRPG『西風の狂詩曲』の日本版を発売。以降『月影のデスティニー』『アークトゥルス』『幻想三国誌』と続く、東アジアのゲームソフトの日本向けローカライズを展開。

### 2000年代
2001年11月、旧法人「日本ファルコム株式会社」からゲームソフトの企画・制作・開発および販売業務を分割し、2代目法人「日本ファルコム株式会社」を設立。山﨑伸治が代表取締役社長に就任。旧法人は「株式会社ファルコム」へ商号変更し、IT基礎研究や投資事業等を行っている。同年12月には4年振りとなる新規シリーズ『ツヴァイ!!』を発売。
2002年6月、『ヴァンテージ・マスター』の派生タイトルとして『VM JAPAN』を発売。
2003年9月、『イースV』から8年振りとなる〈イースシリーズ〉の新作『イースVI -ナピシュテムの匣-』を発売。同年12月2日に東京証券取引所マザーズに上場した。同年12月19日には『ファルコムスペシャルBOX'2004』を7年ぶりに発売。
2004年6月、約4年半振りとなる〈英雄伝説シリーズ〉の新作『英雄伝説VI 空の軌跡』を発売、後の2006年3月に発売された続編『空の軌跡SC』と共にヒット作品となった。同年12月には、3年振りとなる新規タイトル『ぐるみん』を発売。
2005年11月、マーベラスエンターテイメント（後のマーベラス）と業務提携を締結、ファルコム作品のアニメーション制作などメディアミックス展開をはじめとして、ゲームミュージックCDの販売やゲームソフトの海外販売などを行うことを発表。また、ボーステックのARPG『レリクス』の続編『RINNE』の開発も行なった（発売元はソフトバンクBB）。
2006年6月、『ぐるみん』の移植によってPlayStation Portable（PSP）へ自社開発で参入。家庭用ゲーム機向けに自社開発・発売は『イースV -失われた砂の都ケフィン-』以来11年振りとなる。同年9月の『FC』より順次、『英雄伝説 空の軌跡』シリーズのPSP移植も展開。PSPへの参入と平行してオンラインゲームへのライセンス提供も行われ、同年11月より電遊社による『ソーサリアンオンライン』がサービス開始。
2007年、近藤季洋が代表取締役社長に就任、前職の山﨑伸治は顧問に就いた。同年6月、『英雄伝説VI 空の軌跡』シリーズの3作目『英雄伝説 空の軌跡 the 3rd』が発売。
2008年には同年4月発売の『ヴァンテージマスターポータブル』など、過去の作品のリメイクタイトルのPSP版リリースも開始。PC向けの発売は同年9月に7年振りのシリーズ新作『ツヴァイ2』のみとなり、タイトル数でPSP製品がPC製品を大きく上回った。
2009年3月、PSP向けリメイク作品『ブランディッシュ 〜ダークレヴナント〜』を発売、同年7月16日にはPSP向け移植作『イースI&IIクロニクルズ』を発売。同年9月には三年弱振りとなる〈イースシリーズ〉の新作『イースVII』をPSP専用で発売した。『イースVII』はマルチプラットフォーム展開すると発表していた。PC向けには前年発表された『ツヴァイII』に新要素を追加した『ツヴァイIIプラス』、PSPからの逆移植となる『イースI&IIクロニクルズ』、『空の軌跡』シリーズのWindows 7対応版のみとなり、新作の発表は行われなかった。同年6月にはライセンス明示などの一定条件下であればファルコムのほぼ全ての楽曲を使用料無料・許諾不要でユーザーが使えるようにする、「ファルコム音楽フリー宣言」を発表。同年発売の『ツヴァイIIプラス』を最後にPC向け新作ソフトウェア開発からは撤退状態となり、以降は家庭用ゲーム機用ソフトの開発に専念することになった。のちに近藤は流通から「もうPCゲームを売るのは終わり」と告げられたと述べている。同社歴代のパソコンソフト売上本数でも、「ツヴァイ2」が一番悪かったと加藤会長が明言している。

### 2010年代
2010年9月、『空の軌跡』の続編となる『英雄伝説 零の軌跡』をPSP向けソフトとして発売。
2011年9月、〈イースシリーズ〉の新作『イース -セルセタの樹海-』でPlayStation Vita（PS Vita）への参入を発表。9月29日には『零の軌跡』の続編となるPSP向けソフト『英雄伝説 碧の軌跡』を創立30周年記念作品として発売。
2012年7月に PSP用ソフト『那由多の軌跡』、同年9月にPlayStation Vita用ソフト『イース -セルセタの樹海-』を発売。同年10月18日に『英雄伝説 零の軌跡』のフルボイスリメイク版として、PlayStation Vita用ソフト『英雄伝説 零の軌跡 Evolution』が、角川ゲームスより発売された。同年12月13日にはPS3初参入となる『英雄伝説 空の軌跡FC:改 HD EDITION』を発売。
2013年9月、PlayStation 3（PS3）およびPlayStation Vita（PS Vita）のマルチプラットフォームとなる『英雄伝説 閃の軌跡』を発売。
2014年6月、『英雄伝説 碧の軌跡』のPS Vitaリメイク版である『英雄伝説 碧の軌跡 Evolution』が角川ゲームスより発売。同年9月1日、PlayStation Vita、及び初のPlayStation 4への参入となるマルチプラットフォームソフト、〈イースシリーズ〉の新作を2015年に発売する旨を公開した。
同年9月25日には『英雄伝説 閃の軌跡』の続編となる『英雄伝説 閃の軌跡II』を、PS3およびPS Vita用ソフトとして発売。
2015年6月、角川ゲームスから『空の軌跡FC』のフルボイス版となる『英雄伝説 空の軌跡FC Evolution』がPlayStation Vita用ソフトとして発売。同年12月10日には、同じく『空の軌跡SC』のリメイク作品である『英雄伝説 空の軌跡SC Evolution』が発売された。同年9月30日に、アクションRPG『東亰ザナドゥ』がPlayStation Vita用ソフトとして発売。『東亰ザナドゥ』はファルコムにとって初の "日本を舞台にした現代劇ゲーム作品" となる。
同年12月には『英雄伝説 閃の軌跡』の第3作となる『英雄伝説 閃の軌跡III』の制作が決定したことを発表。
2016年7月、角川ゲームスより『空の軌跡 the 3rd』のリメイク作品である『英雄伝説 空の軌跡 the 3rd Evolution』が発売、同年7月21日にイースシリーズの続編である『イースVIII』のPS Vita版が、PlayStation 4（PS4）版に先行して発売された。同年8月、軌跡シリーズの新作としては初のオンラインブラウザRPGとなる『英雄伝説 暁の軌跡』がUSERJOY開発・運営にてサービスを開始。同年9月8日には『東亰ザナドゥ』のPS4版となる『東亰ザナドゥ eX+』を発売。
2017年9月、PlayStation 4用ソフトである『英雄伝説 閃の軌跡III』を発売。
2018年9月、閃の軌跡シリーズ完結編の『英雄伝説 閃の軌跡IV』PlayStation 4版を発売。11月12日には、『イースVII』の世界観をベースとしたスマートフォン向けアプリ『イース アルタゴの五大竜』を日本ファルコムがライセンスを提供しUSERJOYグループが開発し、香港・台湾・マカオにてサービスを開始。11月13日には、日本ファルコムからライセンスを供与されたUSERJOYグループが開発・運営を手掛けるオンラインストーリーRPG「英雄伝説 暁の軌跡」をベースとしたスマートフォン向けタイトル「英雄伝説 星の軌跡」のサービスが、同じくUSERJOYグループによって、台湾・マカオ・香港にてサービスを開始。
2019年9月、イースシリーズ第9作となる『イースIX』PlayStation 4版を発売。

### 2020年代
2020年8月、軌跡シリーズの新作として『英雄伝説 創の軌跡』PlayStation 4版を発売。
2021年6月、2012年にPlayStation Portable版として発売した『那由多の軌跡』のPlayStation 4移植版となる『那由多の軌跡：改』を発売。同年7月20日、日本ファルコムよりライセンス供与を受けた中国企業北京盛游时代网络科技有限公司が初の本格的なスマートフォン向けタイトルとして『イース6 オンライン〜ナピシュテムの匣〜』を正式リリース。同年9月30日、軌跡シリーズの新作『英雄伝説 黎の軌跡』を発売。同年11月26日、Nintendo Switchへのサードパーティー参入を表明。
2022年5月、Nintendo Switch自社参入タイトル第1弾として『那由多の軌跡 アド・アストラ』を発売。任天堂プラットフォームへの自社販売によるソフトウェア供給は『イースV 失われた砂の都ケフィン』（1995年）以来、約四半世紀ぶりとなる。同年9月29日、軌跡シリーズの新作『英雄伝説 黎の軌跡II -CRIMSON SiN-』を発売。
9月には軌跡シリーズが累計販売本数700万本を突破した。
2023年9月、イースシリーズ10作目となる『イースX』を発売。
2024年9月、軌跡シリーズの新作『英雄伝説 界の軌跡 -Farewell, O Zemuria-』を発売。同年12月15日、創業者・取締役会長の加藤正幸が死去。78歳没。

## コンピュータゲーム作品
主要作品として3作以上が発売されたシリーズを挙げる。この他の作品については日本ファルコムのコンピュータゲーム作品一覧を参照。
- ドラゴンスレイヤーシリーズ 1984年 - 1995年
  - ザナドゥシリーズ 1985年 -
  - ソーサリアンシリーズ 1987年 - 1988年
  - ロードモナークシリーズ 1991年 - 1999年
- イースシリーズ 1987年 -
- 英雄伝説シリーズ 1989年 -
  - イセルハーサ編 1989年 - 1992年
  - 英雄伝説 ガガーブトリロジー 1994年 - 1999年
  - 軌跡シリーズ 2004年 -
    - 英雄伝説VI 空の軌跡（リベール王国編） 2004年 - 2006年
    - 英雄伝説VII 零の軌跡/碧の軌跡（クロスベル編） 2010年 - 2011年
    - 英雄伝説 閃の軌跡（エレボニア帝国編） 2013年 - 2018年
    - 英雄伝説 創の軌跡 2020年
    - 英雄伝説 黎の軌跡（カルバード共和国編） 2021年 - 2022年
    - 英雄伝説 界の軌跡 -Farewell, O Zemuria- 2024年
- ブランディッシュシリーズ 1991年 - 1998年
- ヴァンテージ・マスターシリーズ 1997年 - 1998年

## かつて在籍した社員
各職種ごとに50音順。括弧内の名前は在籍時の名前。

### ゲームクリエイター
- 秋葉紀好 - 『ドラゴンスレイヤー英雄伝説』 シナリオ、プログラム[123]
- 井上忠信 - 『ザナドゥシナリオII』 シナリオ[123]
- 木屋善夫 - 『ギャラクティック・ウォーズ１』、『ぱのらま島』、『ドラゴンスレイヤーシリーズ』 プログラム・ゲームデザイン[15][16][25][123][124]
- 高橋哲哉 - ゲームクリエイター。現モノリスソフト取締役。『スタートレーダー』、『イースIII』、『ドラゴンスレイヤー英雄伝説』、『ダイナソア』 グラフィックデザイン[124][125]
- 富一成 - 『ソーサリアン』『ダイナソア』、『スタートレーダー』 ゲームデザイン[123]
- 橋本昌哉 - 『太陽の神殿』『イース』『イースII』『イースIII』 ディレクション・ゲームデザイン・メインプログラム[123][124]
- 宮崎友好 - 『イース』 『イースII』『イースIII』シナリオ[123]
- 宮本恒之 - 『太陽の神殿』シナリオ、ゲームデザイン
- 山根ともお - 『スタートレーダー』ゲームデザイン、『ザナドゥ』『ロマンシア』『太陽の神殿』『イースシリーズ』 グラフィックデザイン[15][123][126]

### イラストレーター
- ISUTOSHI（蓮井俊也） - 『ブランディッシュ』、『ブランディッシュ2』グラフィックデザイン
- 岩崎美奈子 - 『英雄伝説 ガガーブトリロジー』、『イースV』 グラフィックデザイン[127]
- 古代彩乃 - 『イース』、『イースII』、『ドラゴンスレイヤーIV』グラフィック、モンスターデザイン、キャラクターデザイン[123][128][129]
- 田中久仁彦 - 『ドラゴンスレイヤー英雄伝説』（1作目のみ）、『ぽっぷるメイル』、『ダイナソア』 キャラクターデザイン[130]
- 都築和彦 - イラストレーション[39][123]
- 村上水軍（村上星児） - グラフィックデザイン[131]

### サウンドクリエイター
- 川合将明 - 『ドラゴンスレイヤー英雄伝説』『ダイナソア』 作曲
- KIM'sSOUNDROOM（金田直樹） - 『ブランディッシュシリーズ』『英雄伝説 ガガーブトリロジー（PC-98版のみ）』『風の伝説ザナドゥシリーズ』『ぽっぷるメイル（SFC版）』『イースIV』『イースV』 作曲
- 阿部隆人 - 『ザナドゥ シナリオII』『太陽の神殿 アステカII』『ロマンシア』作曲
- 古代祐三 - 現エインシャント代表取締役。『ザナドゥ シナリオII』『ロマンシア』『ドラゴンスレイヤーIV』『ソーサリアン』『イース』『イースII』 作曲[32][33][43][123][132]
- 天門（白川篤史） - 『ブランディッシュシリーズ』『英雄伝説 ガガーブトリロジー』『イースIV』『イースV』 作曲[133]
- 高橋俊弥 - 『ザナドゥ』作曲[134]
- デッドボールP（竹下遼） - 『英雄伝説 空の軌跡SC』『英雄伝説 空の軌跡 the 3rd』『ツヴァイ2』作曲[135][136]
- 中島タケオ（中島勝） - 『ブランディッシュシリーズ』『英雄伝説 ガガーブトリロジー』『風の伝説ザナドゥシリーズ』『イースIV』『イースV』 作曲
- 永田英哉 - 『ソーサリアン』『イースII』作曲[34]
- まつもとひろし（松岡博文） - 『風の伝説ザナドゥシリーズ』『英雄伝説 ガガーブトリロジー』『ブランディッシュシリーズ』 作曲[137]
- 柳英一朗（村山貴英） - 『英雄伝説 空の軌跡』『ぐるみん』『ザナドゥネクスト』作曲
- 籾山紗希 - 『ツヴァイ2』『イースVII』『英雄伝説 零の軌跡』『英雄伝説 碧の軌跡』『那由多の軌跡』『英雄伝説 閃の軌跡』『英雄伝説 閃の軌跡II』作曲

### その他
- 新海誠（新津誠） - アニメーション作家。映画監督。『イースI・II完全版』 CGアニメーション[138][139]、『英雄伝説V 海の檻歌』CGアニメーション[140]
- 早川正 - 脚本家。『ブランディッシュシリーズ』、『ガガーブトリロジー』 シナリオ、構成
- 山田秀樹 - 漫画家。『英雄伝説IV』Windows版キャラクターデザイン
- みずさわゆうき - 歌手。